# TMNT: Mutant Melee
TMNT: Mutant Melee est un jeu vidéo de combat développé par Konami Hawaii et édité par Konami, sorti en 2005 sur Windows, GameCube, PlayStation 2 et Xbox.

## Accueil
- GameSpot : 4,3/10 (GC)[1]